# Musleeuwerik
De musleeuwerik (Mirafra passerina) is een zangvogel uit de familie Alaudidae (leeuweriken).

## Verspreiding en leefgebied
Deze soort komt voor van zuidwestelijk Angola tot zuidelijk Zambia, noordelijk Namibië, Zimbabwe en de noordelijke Kaapprovincie.

## Status
De grootte van de populatie is niet gekwantificeerd maar de soort wordt omschreven als plaatselijk algemeen. Op de Rode lijst van de IUCN heeft deze soort de status niet bedreigd.